# KBS Drama
KBS drama（韓語：KBS 드라마，中文：KBS戲劇台）是韩国廣播公司的子公司KBS N旗下的一个以播放电视剧节目为主的有線电视频道。

## 历史
- 2002年2月2日，改称KBS SKY DRAMA。
- 2006年11月1日，改称KBS drama。

## 播放内容
主要精选KBS第1频道和KBS第2频道播放过的电视剧，此外亦播放韩国境外的电视剧。